# Ferdinand Kürnberger
Ferdinand Kürnberger (Vienna, 3 luglio 1821 – Monaco, 14 ottobre 1879) è stato uno scrittore austriaco.
Fu uno degli scrittori viennesi più rilevanti degli anni sessanta e settanta del XIX secolo. È noto anche per aver partecipato ai moti rivoluzionari del 1848, in seguito ai quali fu costretto a fuggire a Dresda, dove venne arrestato nel 1849.

## Opere
- Geglaubt und vergessen (1836)
- Der Amerika-Müde, amerikanisches Kulturbild (1855)
- Ausgewählte Novellen (1858)
- Literarische Herzenssachen. Reflexionen und Kritiken (1877)
- Das Schloß der Frevel (1903)